# 秩父鉄道100形電車
秩父鉄道100形電車（ちちぶてつどう100がたでんしゃ）は秩父鉄道に在籍していた通勤型電車である。1950年（昭和25年）から1954年（昭和29年）に、主に木造車の鋼体化改造車として日本車輌製造東京支店で製造された。最大時、デハ100形デハ101 - 113、クハ60形クハ61 - 67、クハニ20形クハニ21 - 30、クハユ30形クハユ31の31両が在籍したが、1988年（昭和63年）までに全車両が廃車になった。

## 概要
太平洋戦争終戦後、秩父鉄道の保有電車は電化当初の1922年から1925年にかけて製造されたデハ10形等や国鉄払下げ電車で占められており、ほとんどが木造車で老朽化が著しかったことから、体質改善と輸送力増強を目的に、統一仕様での更新を図ったものである。
車歴上では、クハ61 - 64、クハニ25 - 28が新造、デハ101・102が国有鉄道の木造客車の改造であるほかは、同社の木造電車等（電化当初の1921年から1925年に梅鉢鉄工所・日本車輛で新造された15m級車・デハ10形と同形制御車のグループ、および国鉄払下げ木造電車のクハ30形）の改造扱いとなっている。ただし、実際には当初、日車側の手持ち部品（国鉄や東武鉄道発生の古台枠）で予め車体を新製しておき、種車が同社に送り込まれると替わりに発送された。その後は、その車体を使って次の車両を更新、次の種車が持ち込まれると再び発送するということが、繰り返された。したがって、車歴上の種車の台枠などが流用されているとは限らない。
また、更新の主なベースとなった自社発注の木造電動車グループについては、更新開始前の1949年から、電装品の老朽化対策や更新後の性能確保を考慮して、秩父鉄道社内での機器換装対策が進められていた。この措置には、熊谷駅で接続する国鉄高崎線の直流1500V電化（1952年4月完成）に合わせ、従前1200V電化であった秩父鉄道線も同等の1500V昇圧を図ったという背景があった。木造車の旧型台車（電動車のブリル27-MCB-2）と低出力主電動機（ウエスティングハウスWH546-J=48.5kW、三菱MB64-C=44.8kW）は、順次KS-33Eなどの新型台車と強力な三菱MB-146系主電動機（端子電圧600V換算で定格74.6kW、本来端子電圧750V仕様のため昇圧対応可能）に換装する工事が施され、空気圧縮機もやはり早くから、ウエスティングハウスの設計に基づく三菱製DH-25に新製交換されている。秩父鉄道線の昇圧は、電装品換装が完了し、鋼体化が進行中の1952年2月に行われた。

### 車体
いずれも車体は、17m級の半鋼製で、ウィンドウ・シル/ヘッダー付。客室の座席配置はロングシートである。客用扉には1段のステップがつけられていた。運転台は中央にある。全体のスタイリングは、日本車輛が1948年から新造および木造車鋼体化で製造していた長野電鉄モハ1000形・モハ1500形と類似する。全長は改造・新造を問わず17,630mmに統一されているが、初代クハニ29のみ17,700mmと僅かに大きい。
このうち、デハ100形は両運転台の電動客車で、窓配置はC3-d4D7D4d。これに対し、クハ60形は片運転台の制御客車で、窓配置はC3-d2D4D4D3と、客用扉の数が両者で異なっていた。クハニ20形は片運転台の荷物合造制御客車、クハユ30形は同 郵便合造制御客車。窓配置はどちらもC3-dB2.3D6D3で、太い窓柱より運転席側が荷物室もしくは郵便室である。なお、制御車の運転台は、いずれも三峰口側に存在する。

### 機器類
電動車の電装品は、制御器は三菱電機製のHL式で、木造車時代からの方式を踏襲した。主電動機はMB-146-CF（端子電圧750V時定格出力95kW）×4である。台車は、デハ100が木南K-16もしくは住友KS-33E、その他はブリル27-MCB-2、TR-10、TR-11のいずれかであった。電動車であるデハ100には許容荷重の大きいK-16やKS-33Eを充て、軽量な制御車には木造車流用で荷重上限が限られるブリルやTR-10/11を充てて使い分けている。

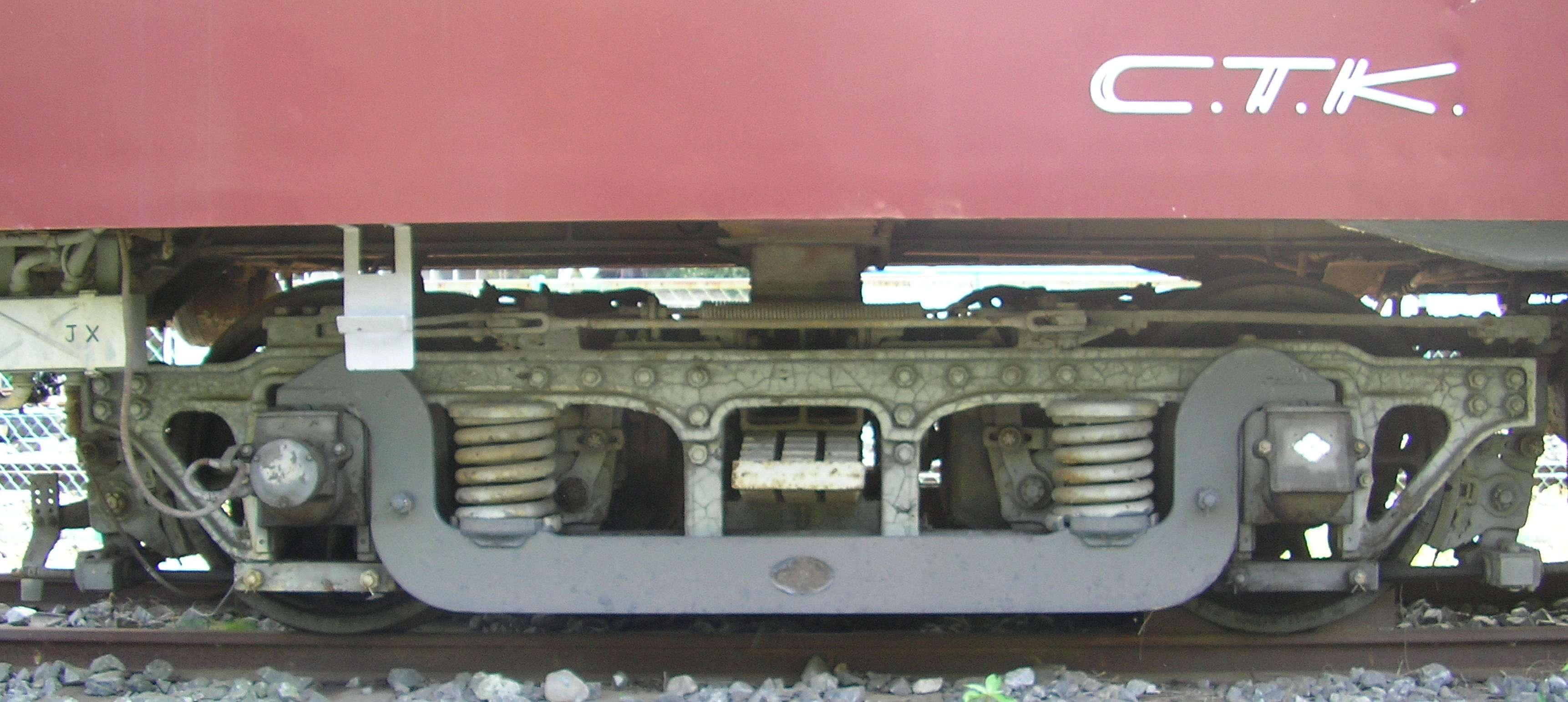
デハ107のKS-33E台車

## その後の改造ほか
更新完成後は長年にわたり秩父鉄道の主力車を務め、主電動機の強トルクと比較的低速での運転環境を活かした1M2T、2M3Tの低電動車比編成も組んで運用された。
1962年（昭和37年）に客用扉のステップが撤去された。続いて1963年（昭和38年）から1966年（昭和41年）にかけて更新工事が実施された。デハ100形は三峰口向き運転台を撤去の上で貫通扉を設置（窓配置はd.3D7D5に変化）、制御車は熊谷方の連結面に貫通扉が設置され、固定編成となった。また運転室は奥行きが拡張され、前面窓も中央の窓が大きい、Hゴム支持方式となった。このほか、客用扉の自動化、機器の車両間分散配置、密着自動連結器への交換などが実施されている。
なお、クハニ29とこの時期に事故を起こしたクハ62は更新工事の対象から外れ、それぞれ1966年と1973年（昭和48年）に廃車された。またクハ60形のうち3両 (61, 63, 64) は更新と同時に附随車に改造され、番号はそのままにサハ60形に改称された。結果2両編成10本、3両編成3本となった。
その後、郵便輸送の廃止により、クハユ31は1973年にクハニ20形に編入されクハニ29 (2代)となった。
また、制御車は台車を1963年に住友FS41に変更している。
残った車両は、800系および1000系の入線により、1980年（昭和55年）から1988年にかけて廃車になった。1988年にはさよなら運転が行われ、最後の花道を飾った。

## 保存
- 長瀞町のキャンプ場でデハ102とクハニ20形の車体がバンガローとして利用されている。
- 熊谷市上熊谷駅近くのバーでクハニ22[要出典]の車体が再利用されている。この車両は車体を2分割されており、秩父鉄道の車内からも見ることができる。

このほか、デハ107とクハニ29（2代）が三峰口駅構内の鉄道車両公園に保存されていた。デハ107の車内には史料などが展示されていたが、盗難や破損が目立ち荒廃していた。2006年（平成18年）に車体は再塗装されたが、2019年（令和元年）の公園リニューアルに際して2両とも解体撤去された。
また、2009年（平成21年）5月には1000系1002編成が本形式を模した塗色に変更され、2012年（平成24年）5月の引退まで運用された。

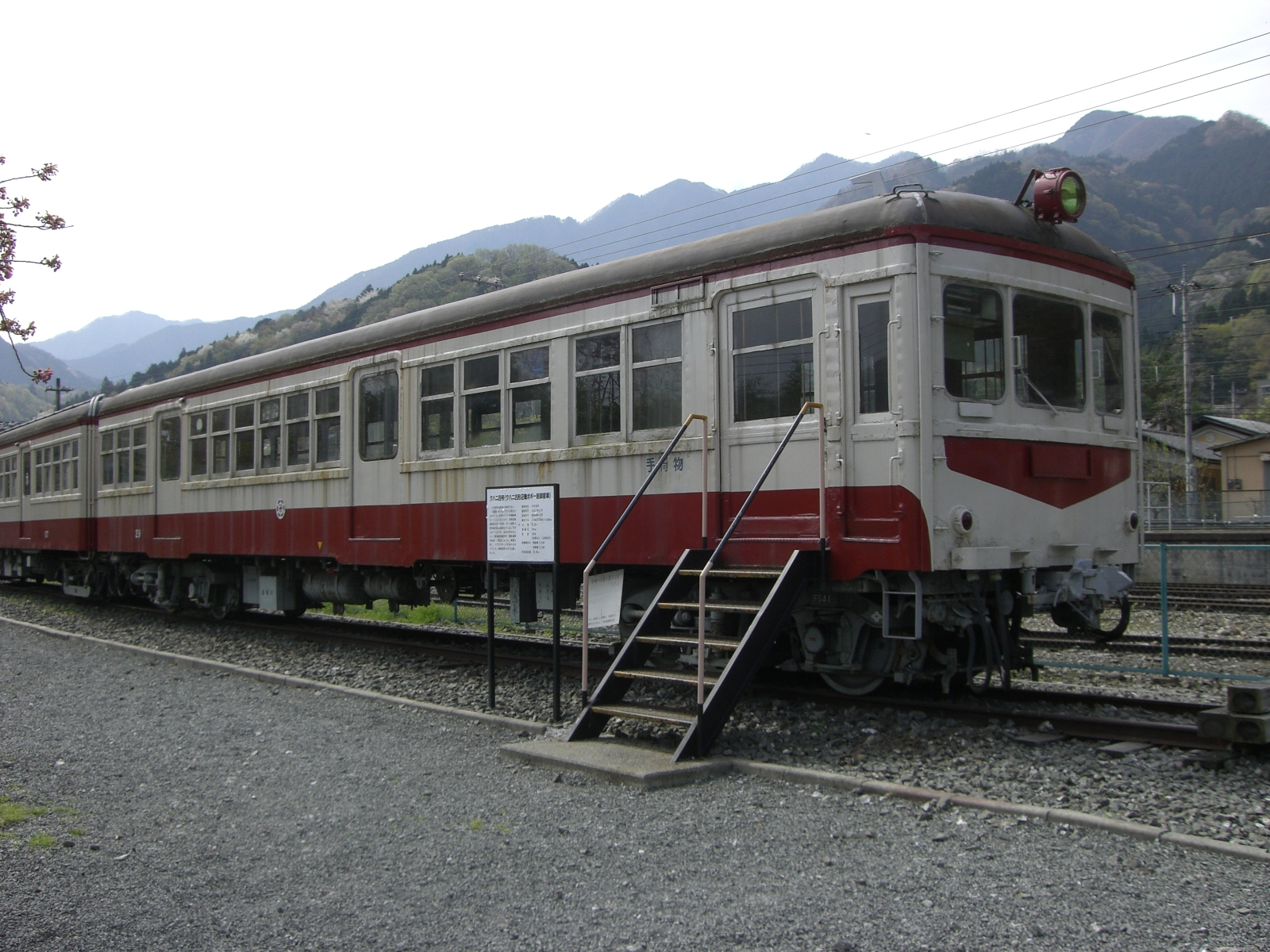
クハニ29
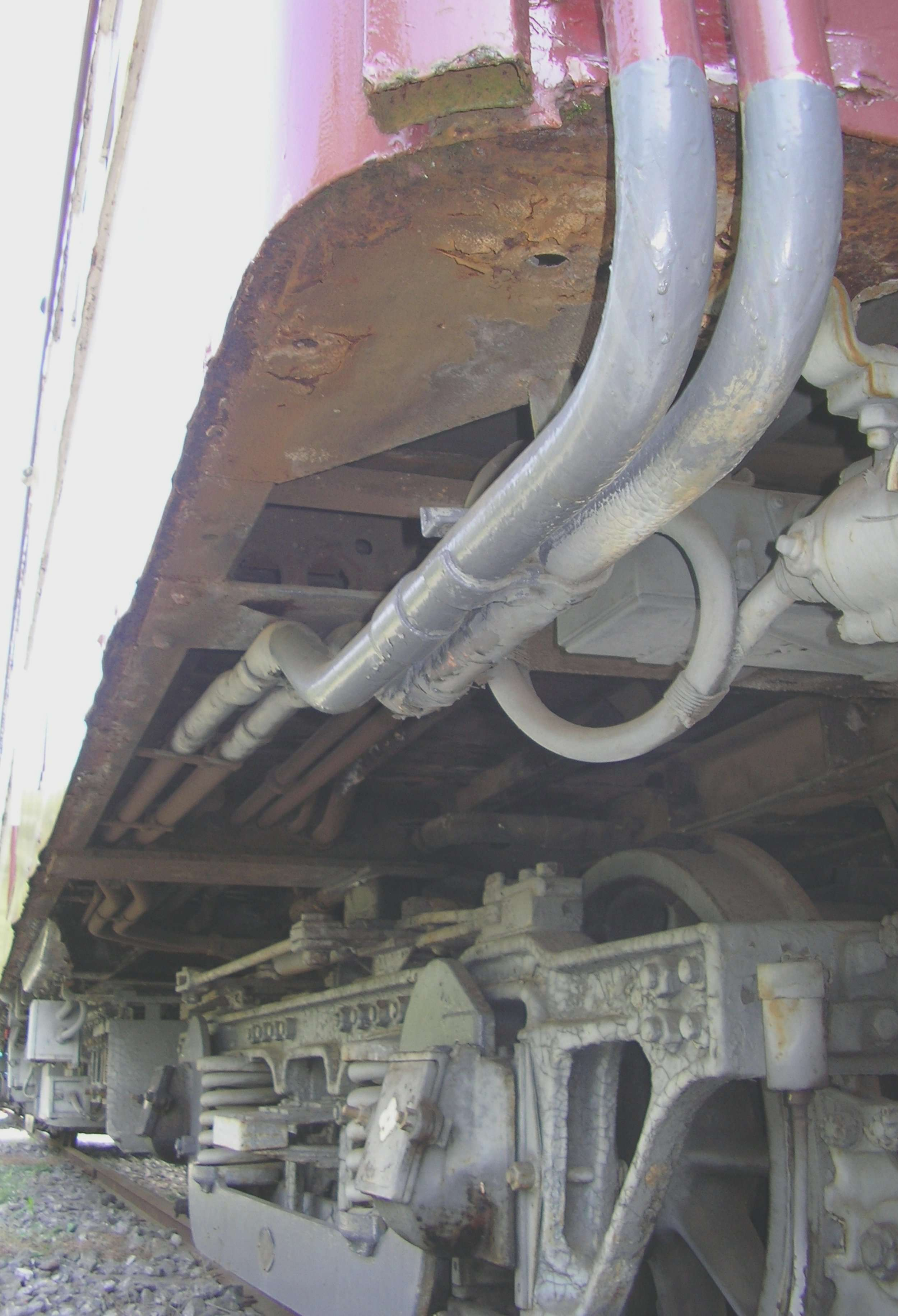
デハ107の台枠。新製のため車体全幅のサイズがある
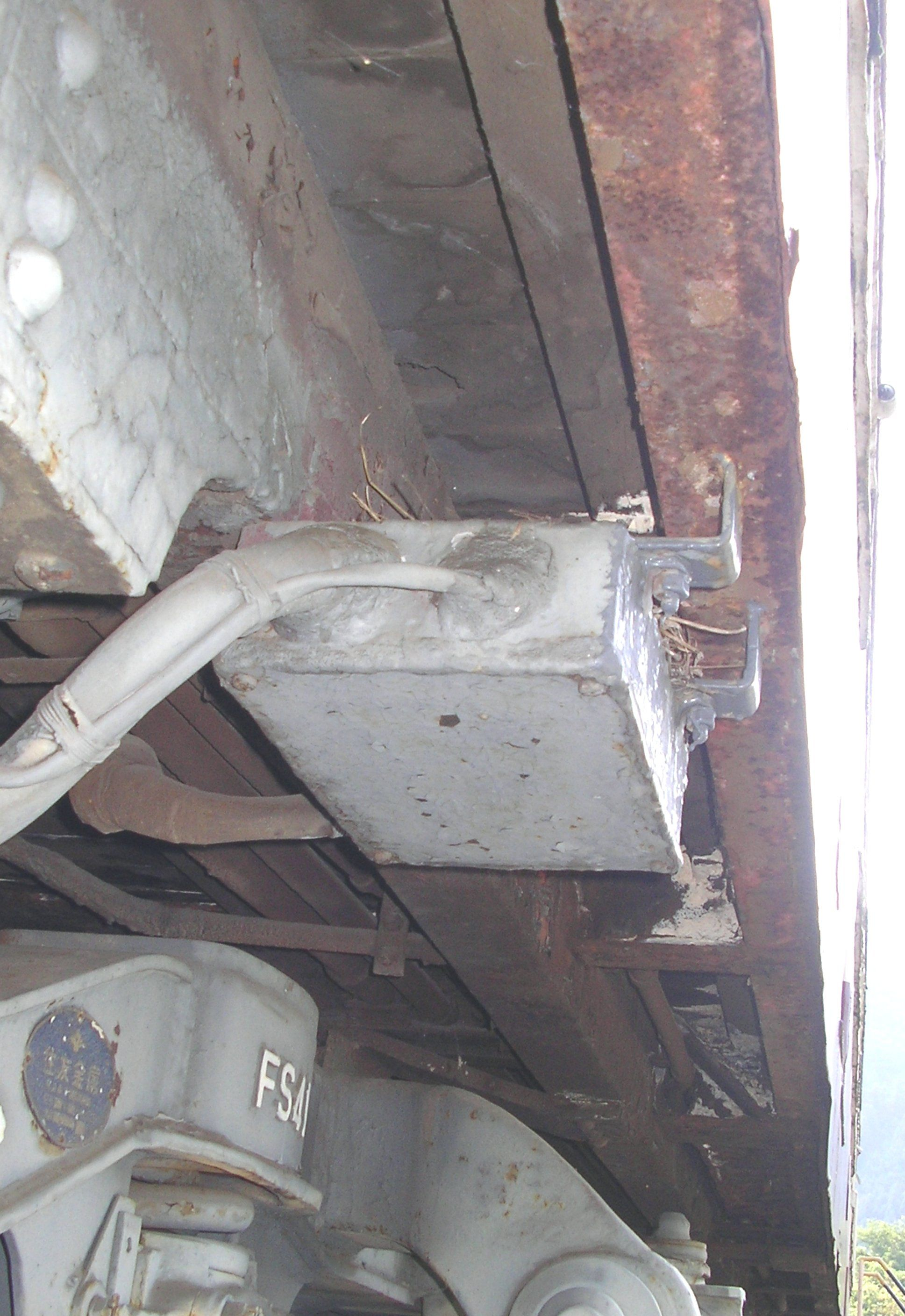
クハニ29の台枠。木造車流用の狭幅のままで、支持架を張り出して広幅構体を支える

## テレビ
- 終りに見た街（1982年、テレビ朝日系）
  - 撮影に使用、カメラに写る二面をチョコレート色に塗った。色塗りにあたって、秩父鉄道の車庫にて一部色塗りのテストをして、完全に水洗いで色が落ちることを証明してOKをもらったとの逸話がある。ドラマが南武線沿線を舞台としていたことから、この際前面サボ受けに「立川」行を表示している。（テレビ美術デザイナー・橋本潔の談）